# المحمدية (تونس)

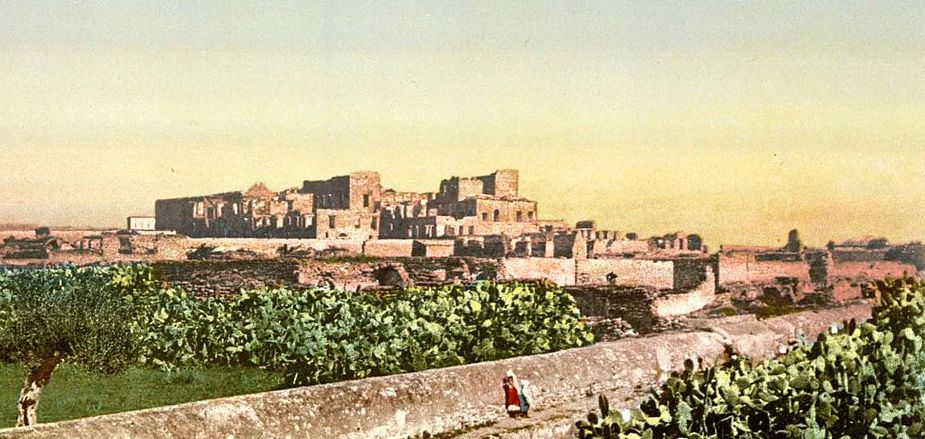
آثار قصر المحمدية عام 1899

المحمدية إحدى مدن الجمهورية التونسية، تقع في معتمدية المحمدية من ولاية بن عروس وتبعد 20 كلم عن العاصمة تونس.
بلغ عدد سكانها 74620 نسمة عام 2004. شهدت المدينة تطورا هاما في عهد أحمد باي الذي بنى بها قصر المحمدية كما شجع رجال دولته على اعمارها. ينشط في المدينة فريق بعث المحمدية.